# Yes We Can
«Yes We Can» (с англ. — «Да, мы можем») — сингл рэпера will.i.am, первая песня в поддержку Барака Обамы в избирательной кампании выборов Президента США, выпущенная 2 февраля 2008 года.

## Создание песни
Производство песни в основном взял на себя will.i.am. Он же выступил автором музыки вместе с Джорджем Пахоном-мл. и Нэтом Вулффом. Песня была написана под впечатлением от выступления Барака Обамы на праймериз в Нью-Гэмпшире, а слова песни — исключительно выдержки из его речи. Поэтому Обама и его спичрайтер Джон Фавро значатся авторами слов песни, хотя сам Обама и его предвыборный штаб в подготовке и записи песни не участвовали.
Микширование осуществил Дилан «3-D» Дрездоу.
В записи также приняли участие такие исполнители, как Скарлетт Йоханссон, Карим Абдул Джаббар, Джон Ледженд и многие другие.

## Релиз

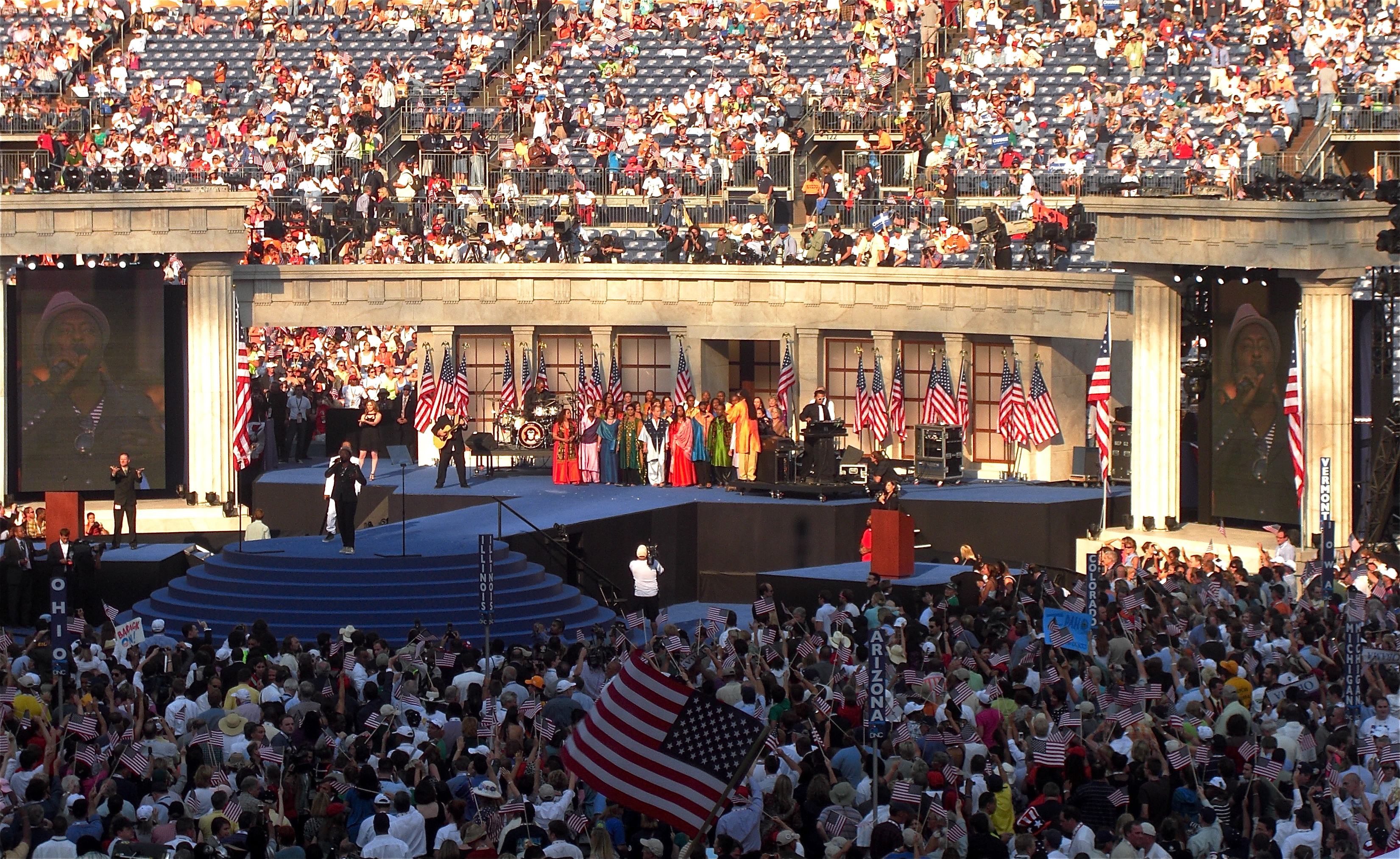
will.i.am и Джон Ледженд исполняют «Yes We Can»

Дебют видеоклипа песни состоялся 1 февраля 2008 года в программе «What’s the Buzz» телеканала ABC News Now.
2 февраля 2008 года клип был официально опубликован на канале YouTube, в социальной сети Dipdive и на сайте yeswecansong.com.
Клип быстро начал набирать популярность — в ближайшие три дня в сервисе YouTube появилось свыше 50 репостов, что придало ему статус вирусного видео — и к 22 июля клип был посмотрен на разных сайтах более 20 миллионов раз.
После появления песни слова «Да, мы можем» стали одним из предвыборных лозунгов Обамы. Песня была исполнена Джоном Леджендом и уилл.ай.эмом в последний день Национальной конвенции Демократической партии на стадионе «Инвеско Филд эт Майл Хай» в Денвере (штат Колорадо).

## Клип
На песню был снят чёрно-белый видеоклип, режиссёром которого выступил Джесси Дилан, сын Боба Дилана.
Во время всего видеоклипа появляются will.i.am и Барак Обама. Ниже приведён список остальных артистов-исполнителей (указано время их появления в клипе):

| - Скарлетт Йоханссон — 0:05 - Карим Абдул-Джаббар 0:21 - Common — 0:23 - Джон Ледженд — 0:32 - Брайан Гринберг (гитара) — 0:37 - Кейт Уолш — 0:44 - Татьяна Али — 0:44 - Гарольд Перрино — 0:49 - Аиша Тайлер — 1:01 - Сэмюэль Пэйдж — 1:03 - Энрике Мурсиано — 1:07, 1:17 («Sí, podemos») - Майя Рубин — 1:08 («כֵּן אָנוּ יְכוֹלִים») - Esthero — 1:10 - Эрик Бальфур — 1:23 - Николь Шерзингер — 1:30 - Тэрин Мэннинг — 1:40 - Эмбер Валетта — 1:52 - Оден Маккоу — 1:52 | - Келли Ху — 1:52 - Адам Родригес — 1:56 («Sí se puede») - Эрик Кристиан Олсен — 2:02 - Сара Райт — 2:02 - Шошанна Штерн (на амслене) — 2:05 - Эд Ковальчик (гитара) — 2:19 - Fonzworth Bentley (скрипка) — 2:38 - Амори Ноласко — 3:24 - Хилл Харпер — 3:27 - Ник Кэннон — 3:36 - Trott Felipe — 3:38 - Херби Хэнкок (рояль) — 3:41 - Джонатон Шек — 3:45 - Остин Николс — 3:50 - Трейси Эллис Росс — 4:00 - Fred Goldring (гитара) — 4:03 |  |

## Оценки
За песню will.i.am получил две премии:
- премию Webby в номинации «Исполнитель года»[10]
- премию Emmy в номинации New Approaches in Daytime Entertainment[11]